# Rio Dragoşa
O Rio Dragoşa é um rio da Romênia, afluente do Moldoviţa, localizado no distrito de Suceava.